# Tecnam P2012 Traveller
Il Tecnam P2012 Traveller è un aereo da trasporto passeggeri,  monoplano, bimotore, sviluppato dall'azienda italiana Tecnam.

## Storia del progetto
Il progetto del velivolo da trasporto passeggeri a 11 posti P2012 Traveller fu realizzato dall’ingegnere Luigi Pascale, come sviluppo del precedente quadriposto P2006T, nel corso del 2015. Il nuovo velivolo, equipaggiato con motori destinati ad operare principalmente nella categoria FAR part 23/EASA CS 23, è concepito anche per impieghi multiruolo come idrovolante, trasporto VIP, trasporto paracadutisti, cargo e aeroambulanza.
Il primo prototipo del P2012 Traveller, matricola I-PTFC, è stato realizzato negli stabilimenti della Tecnam a Capua, in Campania, ed ha effettuato il roll out il 21 aprile 2016, andando in volo per la prima volta il 21 luglio dello stesso anno nelle mani del capo collaudatore Lorenzo De Stefano.
Il 19 dicembre 2018 l'aereo ottiene la certificazione EASA, utilizzando due prototipi per completare il programma di certificazione.
L'11 luglio 2019 il velivolo ha ottenuto la certificazione anche da parte della FAA, l'ente statunitense dell'aviazione civile.
Ad ottobre 2022, Tecnam ha annunciato l’introduzione della nuova versione dell'aereo, il P2012 STOL dedicato alle operazioni di Short Take Off and Landing (STOL), specificamente progettato per operare negli aeroporti commerciali più esigenti del mondo.
Versione che fornisce una soluzione a quegli operatori che cercano per la propria attività un aeromobile moderno, spazioso, confortevole, sicuro ma elegante, e con eccezionali capacità STOL.
Il P2012 STOL è l’unico velivolo bimotore a pistoni con capacità di atterraggio a decollo corto conforme agli ultimi emendamenti alla certificazione. Il velivolo ha un peso lordo massimo di 3680 kg (8113 lb), e garantisce al contempo un design moderno, cabina ampia e confortevole e 11 posti.
L’interno presenta un corridoio centrale, un finestrino dedicato per ciascuno dei 9 posti passeggeri singoli (niente panca/sedili doppi) e i migliori comfort per i passeggeri come porte USB, aria condizionata in cabina, prese d’aria fresca e calda individuali, lampada da lettura, tasche del sedile e porta bicchieri. Il design degli interni e la vista superba fornita dalla configurazione ad ala alta offrono un’esperienza “best-in-class” per i voli verso destinazioni STOL tipiche “esotiche”.
Le performance e il miglioramento della sicurezza del volo passano attraverso una moderna cabina di pilotaggio con la tecnologia più recente, incluso il sistema avionico all’avanguardia G1000 NXi e il pilota automatico GFC700 e tutta una serie di moderni ausili forniti per ridurre il carico di lavoro e l’affaticamento dei piloti aumentando così l’efficacia della missione e la sicurezza.
Dal punto di vista del comfort, il P2012 STOL offre una cabina più ampia del 34%, un’inclinazione del sedile più ampia del 24%, il 188% in più di peso del bagaglio consentito e il 303% in più di volume del bagaglio rispetto al più noto aereo STOL britannico, e fa tutto secondo i più recenti standard di certificazione.
Dopo il completamento con successo della campagna preliminare di test di volo all’inizio del 2022, il velivolo è entrato nella sua configurazione finale per passare alla fase di certificazione nel 2023.

## Tecnica
Il velivolo è un bimotore leggero, ad ala alta e carrello d'atterraggio triciclo anteriore fisso per poter operare da piste non asfaltate. La propulsione è affidata a due motori a pistoni dotati di turbocompressore Lycoming TEO-540-C1A a 6 cilindri, raffreddati ad aria, eroganti la potenza di 375 hp ciascuno. I propulsori azionano due eliche tripala a giri costanti.
La cabina passeggeri, della capacità di 9-10 posti, è dotata di ampi vetri panoramici, e  dispone di quattro porte di accesso di cui una scorrimento laterale e una porta per il carico merci.

## Versioni
P2012 Traveller
- Versione da trasporto dotata di 9-10 posti;

P2012 Sentinel SMP (Special Misson Platform)
- Versione da sorveglianza con peso massimo di 3.680 kg ed un equipaggio di 6 persone, con autonomia di 9 ore.[14] Sviluppata in collaborazione con L3 Harris per l'integrazione di un sensore optronico Wescam MX, per l'impiego nel settore "law enforcement", oppure un radar SAR (ad apertura sintetica).[14]

P-Volt
- Versione a propulsione elettrica derivata dal P2012, in corso di sviluppo tra Tecnam e Rolls-Royce plc per la compagnia area regionale norvegese Widerøe, prevista l'entrata in servizio nel 2026.[15]

P2012 STOL
- Versione a atterraggio e decollo corto, dotata di nuova cabina passeggeri, nuovi confort e nuova avionica.[12]

## Impiego operativo
Cliente di lancio del velivolo è stata la compagnia statunitense Cape Air, con sede nel Massachusetts, che ha ordinato cento esemplari di P2012 con cui sostituire l’intera flotta aerea in uso. Tale azienda ha collaborato con i propri tecnici anche nella progettazione del velivolo. Il 15 novembre 2016 il prototipo è stato testato in volo da una delegazione della Cape Air guidata dal CEO, e fondatore della compagnia, Dan Wolf.
Nell’ottobre del 2019 sono stati consegnati i primi 3 esemplari.

## Utilizzatori

### Civili
Seychelles
- Zil Air

3 P2012 ordinati nel 2018, il primo consegnato a novembre 2019.
 Stati Uniti
- Cape Air

MoU per 100 velivoli (da confermare a lotti di 20).
- Pacific Air Charters

2 P2012 consegnati, più 23 in opzione.
 Taiwan
- Apex Flight Academy

2 P2012 SMP Sentinel ordinati (più 6 opzioni) a dicembre 2020, il primo dei quali consegnato il 16 novembre 2021.

### Militari
Guyana
- Guyana Defence Force

1 P2012 preso in consegna in Italia il 14 maggio 2025.
 Uruguay
- Fuerza Aérea Uruguaya

3 P2012 selezionati a gennaio 2024 e definitivamente acquistati (anche con fondi del Ministero dell'Agricoltura) il 18 ottobre dello stesso anno.

### Periodici
- Tecnam P2012 Traveller, in VFR Aviation, n. 18, Grottaferrata, Aero Media Press TV, dicembre 2016,  p. 55.